# Som uzbeko
El som o sum (en uzbeko escrito en cirílico сўм, y en alfabeto latino, so‘m), es la moneda oficial de Uzbekistán. Se divide en 100 tiyin y su código ISO 4217 es UZS.

## Etimología
En la antigua Unión Soviética, los habitantes de las Repúblicas Socialistas Soviéticas de Kazajistán, Kirguistán y Uzbekistán denominaban al rublo soviético som. De hecho, así es como aparecía escrito en los billetes soviéticos entre las demás lenguas oficiales de la URSS.
La palabra "som", a veces transliterada como sum o soum, en kirguís, uigur y uzbeko, así como en muchas otras lenguas túrquicas, significa "puro", haciendo referencia al oro o la plata.

## Primer som
Como en muchas de las antiguas repúblicas soviéticas, Uzbekistán continuó utilizando el rublo soviético y el rublo ruso tras la independencia en 1991. El 26 de julio de 1993 Rusia introdujo un nuevo rublo para sustituir al rublo soviético. Algunas repúblicas independizadas ya tenían sus propias monedas antes de esta reforma monetaria, y otros países continuaron utilizando los rublos soviéticos y rusos anteriores a 1993, como es el caso de Uzbekistán.
El 15 de noviembre de 1993 Uzbekistán introdujo el som sustituyendo al rublo a la par. No se acuñaron monedas, y los billetes impresos iban desde 1 a 10.000 som. Debido a que se trataba de una moneda transitoria, los diseños de los billetes eran muy simples. Todos tenían el escudo de armas uzbeko en el anverso, y motivos de la arquitectura islámica en el reverso. La única diferencia entre una denominación y otra era el color del billete.

### Billetes
| Denominación | Color predominante | Imagen del anverso | Imagen del reverso |
| ------------ | ------------------ | ------------------ | ------------------ |
| 1 Som        | Azul               |                    |                    |
| 3 Som        | Verde              |                    |                    |
| 5 Som        | Violeta            |                    |                    |
| 10 Som       | Rosa               |                    |                    |
| 25 Som       | Azul/Verde         |                    |                    |
| 50 Som       | Rosa               |                    |                    |
| 100 Som      | Marrón             |                    |                    |
| 200 Som      | Violeta            |                    |                    |
| 500 Som      | Rojo               |                    |                    |
| 1000 Som     | Marrón             |                    |                    |
| 5000 Som     | Azul               |                    |                    |
| 10 000 Som   | Rojo               |                    |                    |

## Segundo som
El 1 de julio de 1994 se introdujo un nuevo som con una tasa de cambio de 1000 som antiguos = 1 UZS. Este som está dividido en 100 tiyin, y en el momento de su aparición, fijó su tasa de cambio a 25 som por dólar.

### Monedas
Se han acuñado dos series de monedas que se distinguen fácilmente una de la otra, ya que la primera tenía sus leyendas escritas en cirílico y la segunda en alfabeto latino.
| Denominación | Emisión | Metal    | Diámetro (mm) | Peso (g) | Anverso                                   | Reverso                                        | Imagen |
| ------------ | ------- | -------- | ------------- | -------- | ----------------------------------------- | ---------------------------------------------- | ------ |
| 1 Tiyin      | 1994    | Cu+Ni+Zn | 17,00         | 1,70     | Escudo de armas - ЎЗБЕКИСТОН РЕСПУБЛИКАСИ | 1 ТИЙИН - Ramas de algodón - año de acuñación  |        |
| 3 Tiyin      | 1994    | Cu+Ni+Zn | 20,00         | 2,70     | Escudo de armas - ЎЗБЕКИСТОН РЕСПУБЛИКАСИ | 3 ТИЙИН - Ramas de algodón - año de acuñación  |        |
| 5 Tiyin      | 1994    | Cu+Ni+Zn | 21,50         | 3,40     | Escudo de armas - ЎЗБЕКИСТОН РЕСПУБЛИКАСИ | 5 ТИЙИН - Ramas de algodón - año de acuñación  |        |
| 10 Tiyin     | 1994    | Cu+Ni    | 18,80         | 2,90     | Escudo de armas - ЎЗБЕКИСТОН РЕСПУБЛИКАСИ | 10 ТИЙИН - Ramas de algodón - año de acuñación |        |
| 20 Tiyin     | 1994    | Cu+Ni    | 22,00         | 3,90     | Escudo de armas - ЎЗБЕКИСТОН РЕСПУБЛИКАСИ | 20 ТИЙИН - Ramas de algodón - año de acuñación |        |
| 50 Tiyin     | 1994    | Cu+Ni    | 24,00         | 4,90     | Escudo de armas - ЎЗБЕКИСТОН РЕСПУБЛИКАСИ | 50 ТИЙИН - Ramas de algodón - año de acuñación |        |
| 1 Som        | 1997    | Cu+Ni    | 19,80         | 2,72     | Escudo de armas - ЎЗБЕКИСТОН РЕСПУБЛИКАСИ | 1 СЎМ - Ramas de algodón - año de acuñación    |        |
| 5 Som        | 1997    | Cu+Ni    | 22,20         | 3,94     | Escudo de armas - ЎЗБЕКИСТОН РЕСПУБЛИКАСИ | 5 СЎМ - Ramas de algodón - año de acuñación    |        |
| 10 Som       | 1997    | Cu+Ni    | 24,10         | 4,80     | Escudo de armas - ЎЗБЕКИСТОН РЕСПУБЛИКАСИ | 10 СЎМ - Ramas de algodón - año de acuñación   |        |

| Denominación | Emisión | Metal    | Diámetro (mm) | Peso (g) | Anverso                                                         | Reverso | Imagen |
| ------------ | ------- | -------- | ------------- | -------- | --------------------------------------------------------------- | --- | ------ |
| 1 Som        | 2000    | Cu+Ni    | 18,80         | 2,90     | Escudo de armas - O‘ZBEKISTON MARKAZIY BANKI - año de acuñación | 1 SO‘M - Mapa de Uzbekistán |        |
| 5 Som        | 2000    | Cu+Ni+Zn | 21,30         | 3,50     | Escudo de armas - O‘ZBEKISTON MARKAZIY BANKI - año de acuñación | 5 SO‘M - Mapa de Uzbekistán |        |
| 10 Som       | 2001    | Al       | 19,90         | 2,75     | Escudo de armas - O‘ZBEKISTON MARKAZIY BANKI - año de acuñación | 10 SO‘M - Mapa de Uzbekistán |        |
| 25 Som       | 1999    | Cu+Ni    | 27,20         | 6,10     | Escudo de armas - O‘ZBEKISTON RESPUBLIKASI - año de acuñación   | 25 SO‘M - Jalal ad-Din Mingburnu - JALOLIDDIN MANGUBERDI - 800 yil                                                                           |        |
| 50 Som       | 2001    | Cu+Ni    | 26,40         | 7,45     | Escudo de armas - O‘ZBEKISTON MARKAZIY BANKI - año de acuñación | 50 SO‘M - Mapa de Uzbekistán - O‘ZBEKISTON RESPUBLIKASI - MUSTAQILLIGINING · 10 YILLIGI                                                      |        |
| 50 Som       | 2002    | Cu+Ni    | 26,40         | 7,90     | Escudo de armas - O‘ZBEKISTON MARKAZIY BANKI - año de acuñación | 50 SO‘M - Monumento a Tamerlán - Palacio de Ak-Saray en Shakhrisyabz - SHARISABZ SHAHRINING 2700 YILLINGI                                    |        |
| 100 Som      | 2004    | Cu+Ni    | 27,00         | 8,20     | Escudo de armas - O‘ZBEKISTON MARKAZIY BANKI - año de acuñación | 100 SO‘M - Mapa de Uzbekistán - Sol - 10 YIL - O‘ZBEKISTON MILLIY VALYUTASIGA                                                                |        |
| 100 Som      | 2004    | Cu+Ni    | 27,00         | 8,20     | Escudo de armas - O‘ZBEKISTON MARKAZIY BANKI - año de acuñación | 100 SO‘M - O‘ZBEKISTON MILLIY VALYUTASIGA - TOSHKENT SHAHRINING 2200 YILLIGI                                                                 |        |
| 100 Som      | 1997    | Cu+Ni    | 27,00         | 8,20     | Escudo de armas - O‘ZBEKISTON MARKAZIY BANKI - año de acuñación | 100 SO‘M - O‘ZBEKISTON MILLIY VALYUTASIGA - Estatua de la Madre que llora en la Plaza de la Independencia - TOSHKENT SHAHRINING 2200 YILLIGI |        |

En mayo de 2018 se anunció la aparición de un nuevo cono monetario en denominaciones de 50, 100, 200 y 500 som. Al mismo tiempo, se informó a la ciudadanía que todas las monedas y billetes emitidos previamente con esos valores e inferiores, serían desmonetizados en julio de 2020.
| Imagen | Valor    | Parámetros técnicos | Parámetros técnicos | Parámetros técnicos       | Descripción | Descripción                                                                    | Descripción                                     | Fecha de        | Fecha de           | Fecha de | Fecha de |
| Imagen | Valor    | Diámetro            | Peso                | Composición               | Canto       | Anverso                                                                        | Reverso                                         | Primera emisión | Fecha              | Estado   |          |
| ------ | -------- | ------------------- | ------------------- | ------------------------- | ----------- | ------------------------------------------------------------------------------ | ----------------------------------------------- | --------------- | ------------------ | -------- | -------- |
|        | 50 soʻm  | 18.0 mm             | 2.0g                | Acero revestido en níquel | Liso        | Denominación                                                                   | Emblema nacional de Uzbekistán - año de emisión | 2018            | 2 de julio de 2018 | Vigente  | Vigente  |
|        | 100 soʻm | 20.0 mm             | 2.5 g               | Acero revestido en níquel | Liso        | Monunento a la Independencia y la Bondad, Tashkent                             | Emblema nacional de Uzbekistán - año de emisión | 2018            | 2 de julio de 2018 | Vigente  | Vigente  |
|        | 200 soʻm | 22.0 mm             | 3.3 g               | Acero revestido en níquel | Liso        | Detalle de un mosaico de tigre en el Sher-Dor Madrasah en Registan, Samarcanda | Emblema nacional de Uzbekistán - año de emisión | 2018            | 2 de julio de 2018 | Vigente  | Vigente  |
|        | 500 soʻm | 24.0 mm             | 3.9 g               | Acero revestido en níquel | Liso        | Palacio de Convenciones (Anjumanlar Saroyi) en Tashkent                        | Emblema nacional de Uzbekistán - año de emisión | 2018            | 2 de julio de 2018 | Vigente  | Vigente  |

### Billetes
Los billetes de 1, 3, 5, 10, 25, 50, 100, 500, 1000, 5000 y 10 000 som se empezaron a producir en 1994. En 1997 se introdujo el billete de 200 som. El billete de 500 som se introdujo en 1999 y, por último el Banco Central de Uzbekistán emitió el billete de 1000 som en 2001. El billete de 5000 som se introdujo en 2013 y, por último el Banco Central de Uzbekistán emitió el billetes de 10.000 y 50.000 som en 2017.
| Denominación | Color predominante | Imagen del anverso | Imagen del reverso |
| ------------ | ------------------ | ------------------ | ------------------ |
| 1 Som        | Verde/Rosa         |                    |                    |
| 3 Som        | Rojo/Verde         |                    |                    |
| 5 Som        | Azul/Rojo          |                    |                    |
| 10 Som       | Violeta/Azul       |                    |                    |
| 25 Som       | Azul/Violeta       |                    |                    |
| 50 Som       | Naranja/Marrón     |                    |                    |
| 100 Som      | Violeta            |                    |                    |
| 200 Som      | Verde              |                    |                    |
| 500 Som      | Rojo/Verde         |                    |                    |
| 1000 Som     | Marrón/Violeta     |                    |                    |
| 5000 Som     | Verde              |                    |                    |
| 10 000 Som   | Azul               |                    |                    |
| 50 000 Som   | Violeta            |                    |                    |
| 100 000 Som  | Naranja            |                    |                    |

El 28 de febrero de 2019 se introdujo la nueva familia de billetes con la denominación de 100 000 som. 
en 2022 entra en circulación nuevos billetes que incluye billetes de 2000, 20 000 y 200 000 todos en alfabeto latino 
| Denominación | Color predominante | Tamaño      | Imagen del anverso | Imagen del reverso |
| ------------ | ------------------ | ----------- | ------------------ | ------------------ |
| 2000 som     | Rojo               | 142 × 69 mm |                    |                    |
| 5000 som     | Verde              | 142 × 69 mm |                    |                    |
| 10 000 som   | Azul Claro         | 147 × 69 mm |                    |                    |
| 20 000 som   | Azul Oscuro        | 147 × 69 mm |                    |                    |
| 50 000 som   | Violeta            | 147 × 69 mm |                    |                    |
| 100 000 som  | Naranja            | 152 × 69 mm |                    |                    |
| 200 000 som  | Terracota          | 152 × 69 mm |                    |                    |

## Tasa de cambio
En el momento de su introducción el 1 de julio de 1994, 1 dólar estadounidense equivalía a 25 sumas.

### Reforma de 2017
El 2 de septiembre de 2017, el presidente de Uzbekistán, Shavkat Mirziyoyev, emitió un decreto sobre Medidas prioritarias de liberalización de la política cambiaria. La reforma entró en vigor el 5 de septiembre de 2017. La moneda se liberó de su vinculación con el dólar estadounidense y comenzó a flotar. Como resultado, el tipo de cambio del som respecto del dólar estadounidense aumentó de 4.210 som uzbecos a 8.100 som uzbecos. El nuevo tipo de cambio era incluso más débil que la convertibilidad de la suma en el mercado negro de alrededor de 7.700 por dólar. El mismo día también se eliminaron las restricciones sobre la cantidad de divisas que podían comprar particulares y empresas.